# تاريخ الحرب الباردة (مجلة)
تاريخ الحرب الباردة (بالإنجليزية: Cold War History) هي مجلة أكاديمية فصلية محكمة وتغطي تاريخ الحرب الباردة. تأسست في عام 2000 ونشرتها روتليدج، ورئيسي التحرير هما باستيان بومان (كلية لندن للاقتصاد والعلوم السياسية)، وليندساي أكوي (جامعة لندن).
المجلة ملخصة ومفهرسة في نت لايبراري، ملخصات سي أس أيه للعلوم السياسية العالمية [الإنجليزية]
، والملخصات التاريخية، والببليوغرافيا الدولية للعلوم الاجتماعية، وفهرس الاستشهادات في الآداب والعلوم الإنسانية [الإنجليزية]
، ومؤشر الاستشهاد بالعلوم الاجتماعية [الإنجليزية]
. وفقًا لتقارير الاستشهاد بالمجلات الأكاديمية، فإن عامل التأثير للمجلة لعام 2014 يبلغ 0.357.